# Алту-Параизу-ди-Гояс
Алту-Параизу-ди-Гояс (порт. Alto Paraíso de Goiás) — муниципалитет в Бразилии, входит в штат Гояс. Составная часть мезорегиона Север штата Гойяс. Входит в экономико-статистический микрорегион Шапада-дус-Веадейрус. Население составляет 6638 человек на 2007 год. Занимает площадь 2593,885 км². Плотность населения — 3,0 чел./км².

## История
Город основан 12 декабря 1953 года. 

## Статистика
- Валовой внутренний продукт на 2003 год составляет 24 572 392,00 реалов (данные: Бразильский институт географии и статистики).
- Валовой внутренний продукт на душу населения на 2003 год составляет 3521,41 реал (данные: Бразильский институт географии и статистики).
- Индекс развития человеческого потенциала на 2000 год составляет 0,738 (данные: Программа развития ООН).

## География
Климат местности: горный тропический.